# Idris Jimoh
Idris Jimoh – nigeryjski zapaśnik walczący w stylu wolnym. Zajął 23 miejsce na mistrzostwach świata w 1991. Mistrz igrzysk afrykańskich w 1991. Zdobył dwa medale na mistrzostwach Afryki, w tym złoty w 1990. Szósty w Pucharze Świata w 1991 roku.